# Stroužné
Stroužné (nebo také Stroužný; německy Straußeney, 1937–1945 Straußdörfel, polsky od roku 1945 Pstrążna) je vesnice na polské straně česko-polské hranice v Kladském výběžku. Dnes je součástí lázeňského města Kudowa-Zdrój (Lázně Chudoba). Jedná se o jednu z 11 vesnic tvořících tzv. Český koutek, kde se český živel udržel i po roku 1945.
Ves je rozložená na jihozápadním úbočí Boru v nadmořské výšce 510–620 m n. m.

## Historie
První písemná zmínka o Stroužném je z roku 1477, ves založili zřejmě nedlouho předtím čeští osadníci. Ves byla nedílně propojena se sousedními Machovskými Končinami, od kterých je však Stroužné od roku 1742 odděleno státní hranicí. V obci je silná protestantská tradice – místní evangelíci si v letech 1814–1818 postavili svůj kostel, jenž byl nahrazen novým, kamenným kostelem v roce 1848; ten stojí v obci dodnes. Vzhledem k tomu, že se pobožnosti vedly v češtině, hojně sem docházeli věřící i z české strany hranice (např. z Machova, Machovské Lhoty či až z Hronova). Stroužné tak bylo jakýmsi centrem českého evangelického života na česko-kladském pomezí. Velkou zásluhu na rozvoji evangelického sboru měl farář Josef Arnošt (Josef Ernst) Bergman, který vystupuje i v Jiráskově románové kronice U nás.

## Český živel
Ve Stroužném existovala škola, ve které se až do roku 1866 vyučovalo česky. Mezi českými obyvateli Stroužného byla nejčastější tato příjmení: Cvikýř, Ducháč, Houška, Kubeček, Beneš, Širl, Koláčný. V roce 1905 uvedlo 276 obyvatel Stroužného z celkových 820 (tj. přibližně třetina) jako svůj jediný mateřský jazyk češtinu. Po druhé světové válce naprostá většina kladských Čechů z Českého koutku a tedy i ze Stroužného odešla. Výjimkou byla Marie Houšková (1928–2015), zřejmě poslední kladská Češka, která ve Stroužném žila až do svého skonu.

## Turistika
Ve Stroužném se nachází Skanzen lidové kultury sudetských hor (Muzeum Kultury Ludowej Pogórza Sudeckiego). 

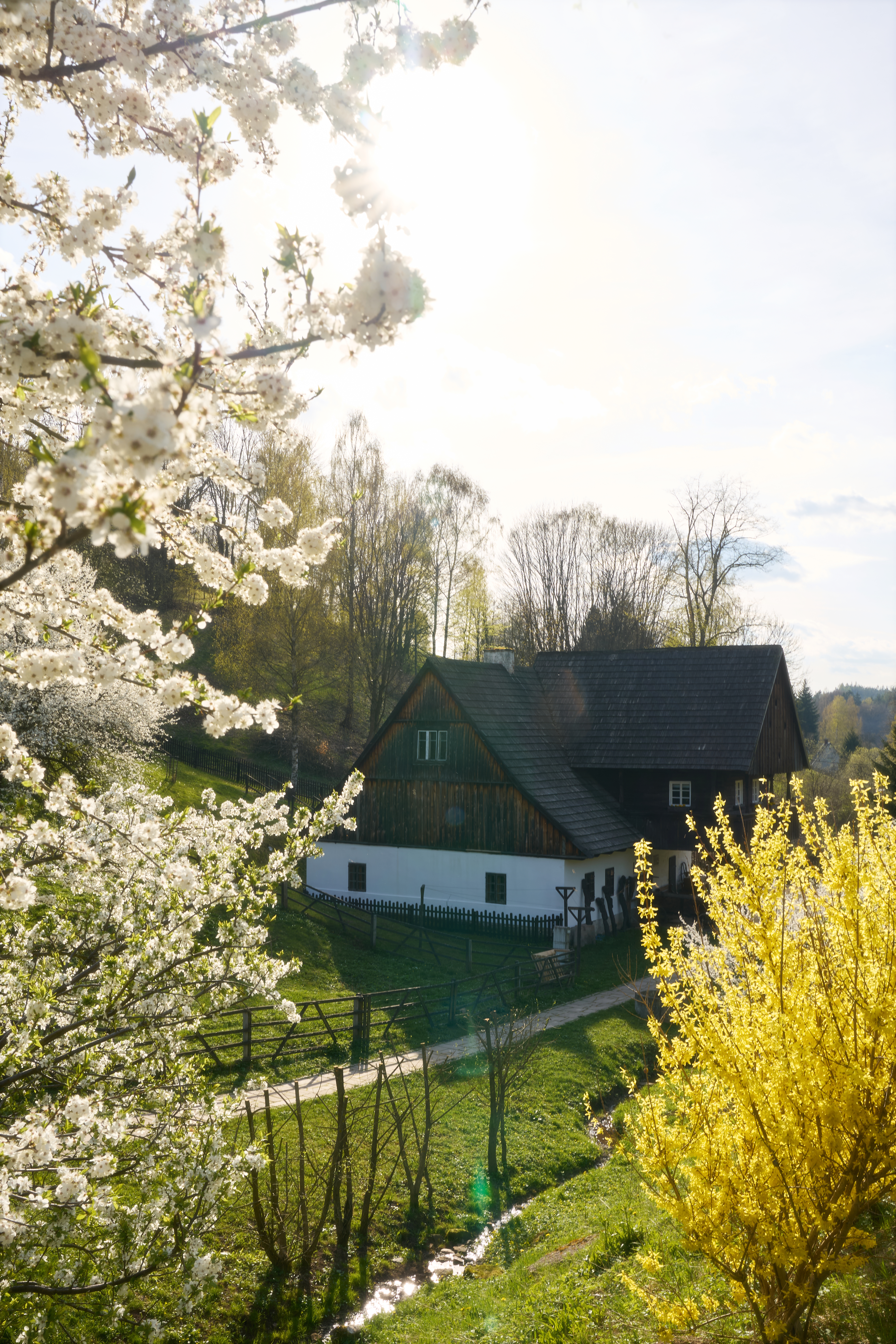
Chalupa ve Skanzenu lidové kultury sudetských hor
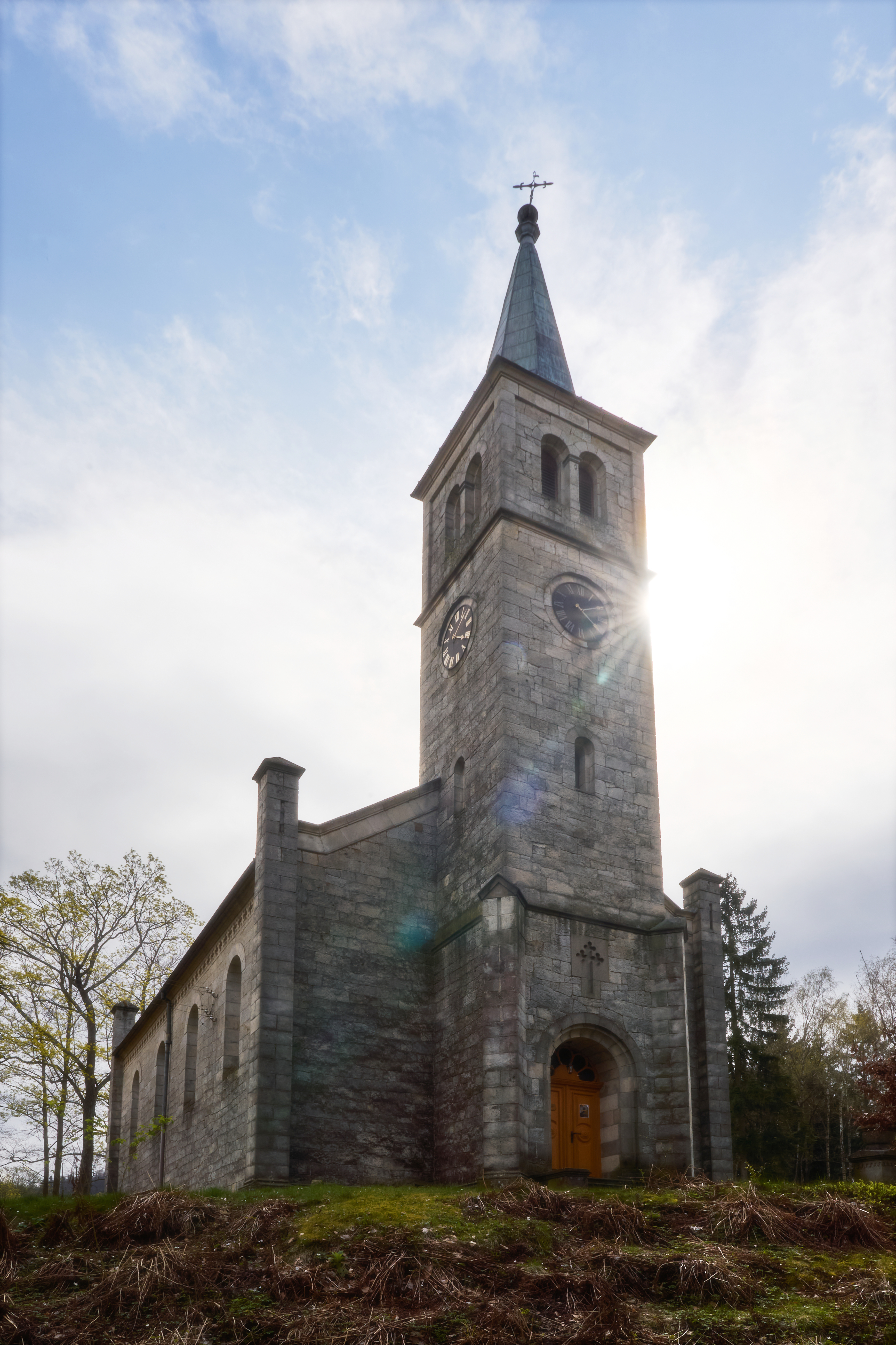
Extreriér kostela ve Stroužném
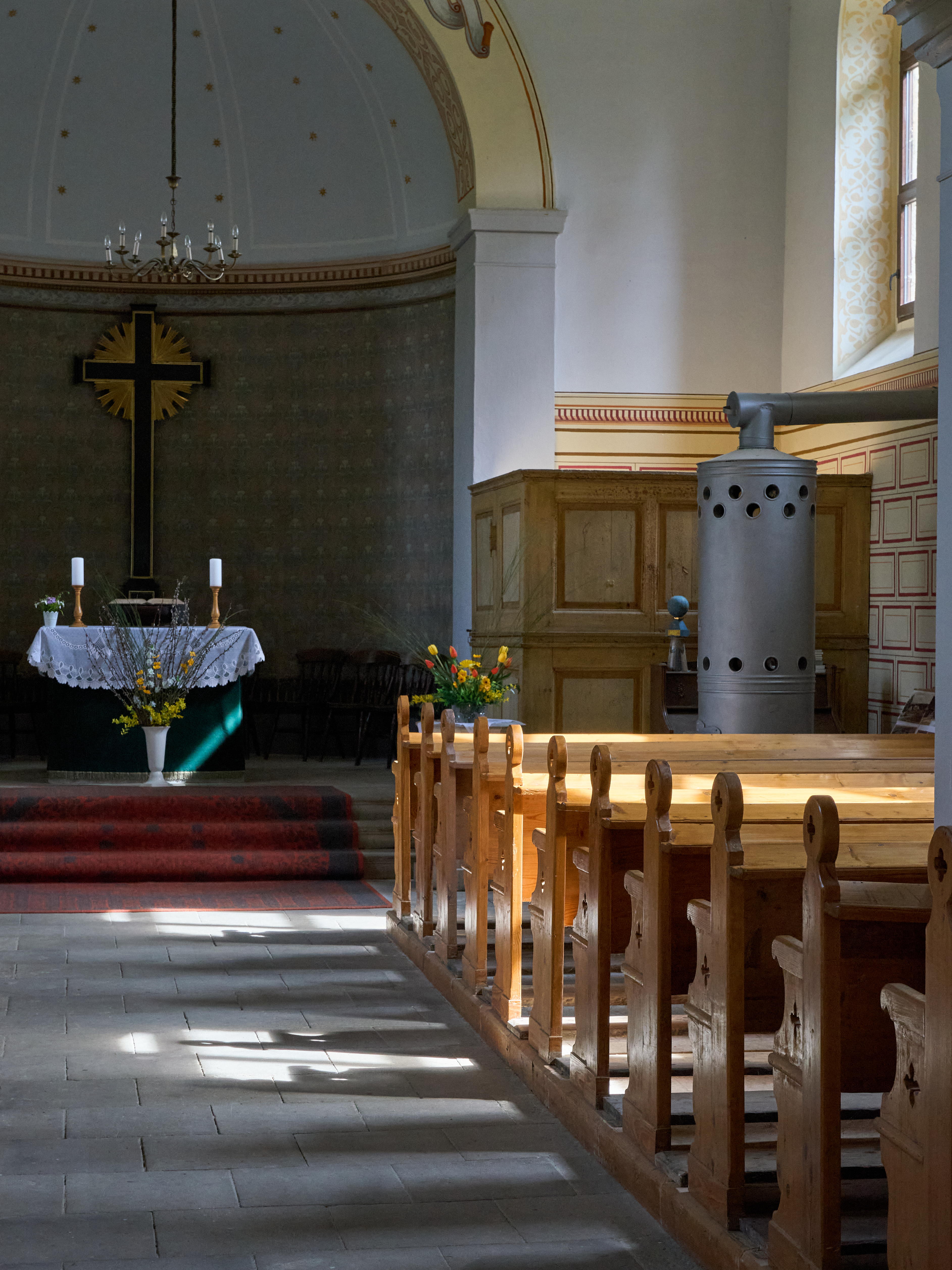
Interiér kostela ve Stroužném
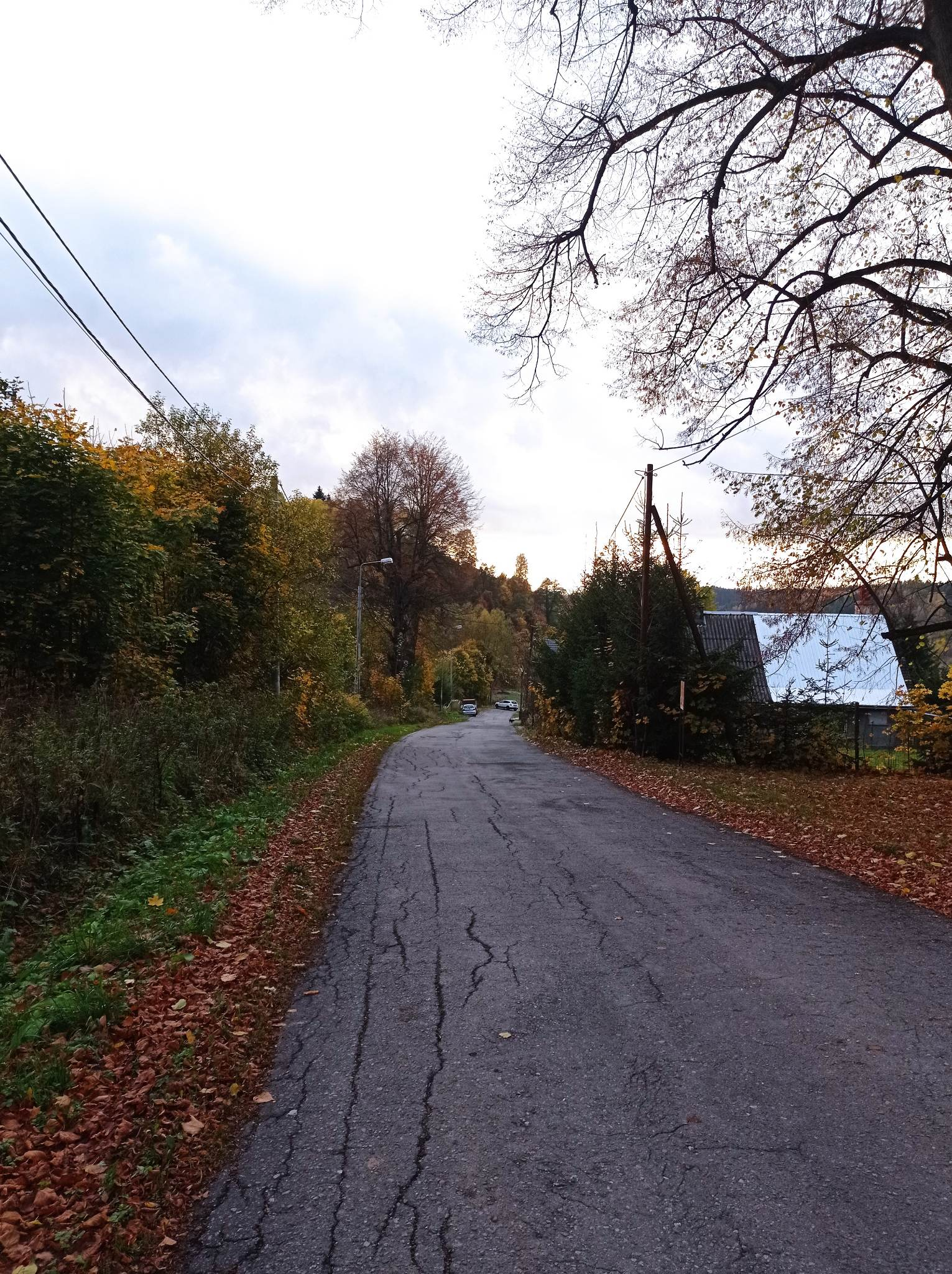
Ulice ve Stroužném
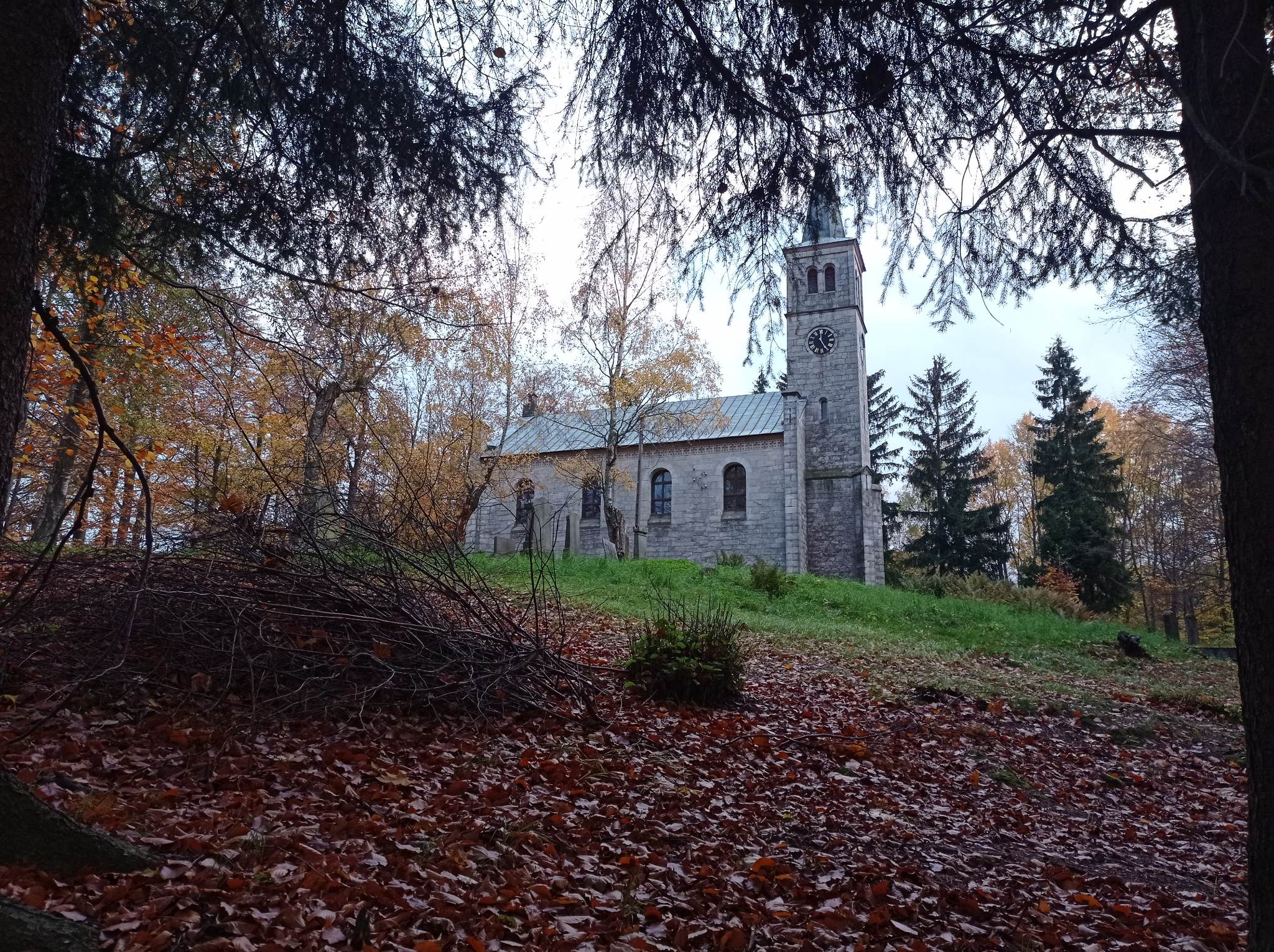
Evangelický kostel ve Stroužném